# 朱英浩
朱英浩（1929年5月24日—2022年9月1日），浙江鄞县人，电工专家，沈阳工业大学教授，沈阳变压器研究所高级工程师，在变压器制造领域贡献卓著。1995年当选中国工程院院士。

## 生平
1952年，毕业于交通大学。
先后担任沈阳变压器厂设计员、设计室主任，副总工程师、总工程师和沈阳变压器研究所总工程师。

## 研究
多次主持开发了新型压强调整器、电抗器、互感器和变压器。
曾开发了高达2250千伏的变压器，适用于户外，其工作电压达到世界最高水平。
曾主持开发500千伏360兆伏安三相变压器，有很高可靠性，高于当时国外同类型的产品。
解决了局部放电量大的关键技术，有效提升了产品稳定性。
解决了“厂用电变压器承受不住突发短路时产生的机械强度”的电工难题。
主持解决了“500千伏电流互感器制造绝缘热不稳定”难题。

## 荣誉
1995年，当选为中国工程院院士。